# Lothar Scholz
Lothar Scholz (* 27. Juni 1935 in Boizenburg/Elbe; † 3. April 2015 ebenda) war ein deutscher Künstler, dessen Haupttätigkeit in der Fliesengestaltung lag. Er wirkte an über 600 Bauwerken gestaltend mit, darunter Schwimmhallen, Schulen, Krankenhäuser, Hotels, Bahnhöfe und Wohn- und Geschäftshäuser.

## Leben

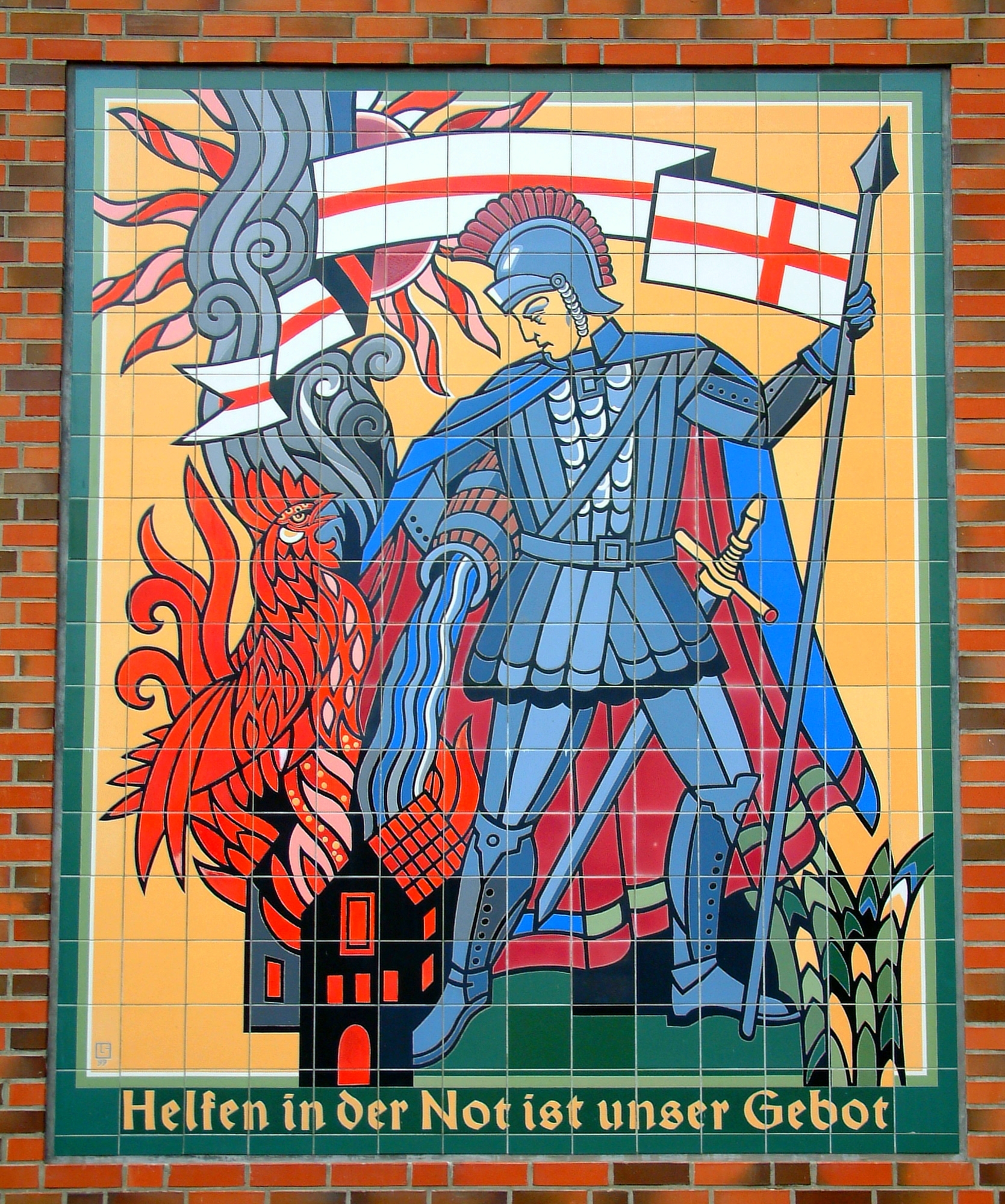
Wandbild (heiliger Florian) am Feuerwehrhaus Boizenburg.

Lothar Scholz wurde als Sohn eines Musikers und einer Fabrikarbeiterin geboren, er hatte fünf Geschwister. Nach dem Schulbesuch absolvierte er von 1950 bis 1951 eine Lehre zum Keram-Former in der Boizenburger Fliesenfabrik. Von 1951 bis 1954 studierte er das Fach Baukeramik an der Fachschule für angewandte Kunst Wismar-Heiligendamm, anschließend studierte er bis 1958 an der Hochschule für bildende und angewandte Kunst Berlin-Weißensee in der Fachrichtung Keramik. Ab 1958 war Lothar Scholz an der Gründung der Fachabteilung Mosaikentwurf und Ausführung im VEB Stuck und Naturstein Berlin beteiligt, deren Leitung er bis 1966 innehatte. Er war von 1965 bis 1990 Mitglied im Verband Bildender Künstler der DDR und hatte Einzel- und Kollektivausstellungen im In- und Ausland, darunter 1987/1988 in Dresden die X. Kunstausstellung der DDR.
Seit 1966 wirkte Lothar Scholz in eigenem Atelier und Werkstätte für Mosaik- und Fliesenmalerei in Berlin-Lichtenberg, in der er zwei Assistenten beschäftigte. Er bearbeitete staatliche und städtische Aufträge in vielen architektonischen Bereichen. 1980 wurde seine Tochter Lorén Scholz Mitarbeiterin in seiner Werkstatt. 1988 verlegte Lothar Scholz die Wirkungsstätte nach Vorderhagen, einem Ortsteil der Gemeinde Teldau bei Boizenburg, nachdem dort 1984 ein Bauernhof erworben wurde. Die Berliner Werkstätten wurden durch Lorén Scholz weiter betrieben und 1993 geschlossen.
1992 und 1993 hatte Lothar Scholz eine Gastdozentur an der internationalen Evterscole im dänischen Vamdrup. 1995 gehörte er zu den Mitbegründern des Ersten Deutschen Fliesenmuseums Boizenburg e. V., dessen erster Vorsitzender er seit 1999 war. Von 1997 bis 2007 war Scholz freier Mitarbeiter für Designentwicklung in der Boizenburger Fliesenfabrik.

## Auszeichnungen
- 1975 Kunstpreis der Stadt Halle-Neustadt
- 2001 Ludwig-Reinhard-Kulturpreis des Landkreises Ludwigslust[2]
- 2006 Ehrenbürger von Boizenburg[3]

## Werke
Von 1969 bis 1975 schuf Lothar Scholz in Zusammenarbeit mit dem spanischen Künstler Josep Renau vier monumentale Außenwandbilder von insgesamt 1500 Quadratmetern Fläche aus Fliesen im Bildungszentrum Halle-Neustadt. 1971 entwarf und fertigte er ein Fliesenwandbild von 122 Quadratmetern an der Oberschule III in Boizenburg. 1986 schuf er an einem Giebel des Betriebshofs Lichtenberg ein Wandgemälde Straßenbahn, das nach der deutschen Wiedervereinigung übertüncht wurde. Die gesamte Innengestaltung des 1986 eröffneten Terrassencafés im Tierpark Berlin war sein Werk.